# Bergsrådsfalangen
Bergsrådsfalangen var i Finland en nedsättande benämning på åtta högerelektorer från Svenska folkpartiet som i presidentvalet 1937 föredrog att mot partimajoritetens vilja rösta på Pehr Evind Svinhufvud i första omgången och därmed i praktiken avgjorde valet till förmån för Kyösti Kallio. Denne tillhörde det äktfinskt anstrukna Agrarpartiet och hade bristande kunskaper i  svenska språket, vilket gjorde honom impopulär i svenskspråkiga kretsar. Benämningen bergrådsfalangen kom sig av att där ingick flera framträdande representanter för näringslivet, Amos Anderson, Jacob von Julin, August Ramsay och Emil Sarlin. Tillsammans med högerradikala Aktiva studentförbundet startade de tidskriften Svensk Botten.  Bergsrådsfalangen blev hårt kritiserad och krav restes på medlemmarnas uteslutande ur partiet.